# Shelton Instruments Sig-Net
Shelton Instruments Sig-Net (Sig-Net) је професионални рачунар, производ фирме Shelton Instruments који је почео да се израђује у Уједињеном Краљевству током 1981. године.
Користио је Z80-A (или B) као централни микропроцесор а RAM меморија рачунара Sig-Net је имала капацитет од 64 KB до 128 KB.
Као оперативни систем коришћен је CP/M.

## Детаљни подаци
Детаљнији подаци о рачунару Sig-Net су дати у табели испод.
|                       |                                       |
| [ 1 ]                 |                                       |
| Произвођач            |                                       |
| Тип                   | професионални рачунар                 |
| Меморија              | 64 до 128 KB                          |
| Поријекло             | Уједињено Краљевство                  |
| Година                | 1981                                  |
| Тастатура             | зависно од коришћеног видео терминала |
| Процесор              |                                       |
| Фреквенција процесора | 4                                     |
| RAM                   | 64 до 128 (са једним процесором)      |
| ROM                   | 4 KB                                  |
| Текст                 |                                       |
| Графика               |                                       |
| Боја                  |                                       |
| Звук                  | мали звучник                          |
| Димензије             | непознато                             |
| Портови               |                                       |
| Оперативни систем     |                                       |